# Айрън (окръг, Юта)
Вижте пояснителната страница за други значения на Айрън.
Окръг Айрън (на английски: Iron County) е окръг в щата Юта, Съединени американски щати. Площта му е 8552 km², а населението – 46 163 души (2010). Административен център е град Пароуан.

## Градове
- Инък